# 고함원숭이
고함원숭이(howler monkey)는 고함원숭이아과(Alouattinae)의 단일 속인 고함원숭이속(Alouatta) 동물의 총칭으로 신세계원숭이들 중에서 가장 크다. 현재, 15종이 알려져 있다. 이전에는 꼬리감는원숭이과(Cebidae)로 분류하였으나, 현재는 거미원숭이과(Atelidae)로 분류하고 있다. 남아메리카와 중앙아메리카의 숲에 원산지를 두고 있다. 약 18마리씩 무리를 지어 생활한다. 이들 고함원숭이는 포획 또는 고기 판매를 위한 밀렵으로 인해 사라질 위기에 처해 있다.

## 하위 종
- 망토고함원숭이 군
  - 코이바섬고함원숭이 (Alouatta coibensis)
    - Alouatta coibensis coibensis
    - 아수에로고함원숭이 (Alouatta coibensis trabeata)

  - 망토고함원숭이 (Alouatta palliata)
    - 에콰도르망토고함원숭이 (Alouatta palliata aequatorialis)
    - 황금망토고함원숭이 (Alouatta palliata palliata)
    - 멕시코고함원숭이 (Alouatta palliata mexicana)

  - 과테말라검은고함원숭이 (Alouatta pigra)
- 베네수엘라붉은고함원숭이 군
  - 센털고함원숭이 또는 검은머리고함원숭이 (A. arctoidea)
  - 붉은손고함원숭이 (Alouatta belzebul)
  - 슈픽스붉은손고함원숭이 (Alouatta discolor)
  - 갈색고함원숭이 (Alouatta guariba)
    - 북부갈색고함원숭이 (Alouatta guariba guariba)
    - 남부갈색고함원숭이 (Alouatta guariba clamitans)

  - 주루아붉은고함원숭이 (Alouatta juara)
  - 기아나붉은고함원숭이 (Alouatta macconnelli)
  - 아마존검은고함원숭이 (Alouatta nigerrima)
  - 푸루스붉은고함원숭이 (Alouatta puruensis)
  - 볼리비아붉은고함원숭이 (Alouatta sara)
  - 베네수엘라붉은고함원숭이 (Alouatta seniculus)
  - 마란하오붉은손고함원숭이 (Alouatta ululata)
- 검은고함원숭이 군
  - 검은고함원숭이 (Alouatta caraya)

## 계통 분류
다음은 광비원류의 계통 분류이다.

|  | 티티원숭이아과 |
|  |                |
|  | 사키원숭이아과 |
|  |                |

|  | 고함원숭이아과 |
|  |                |
|  | 거미원숭이아과 |
|  |                |

|  | 꼬리감는원숭이아과 |
|  |                    |
|  | 다람쥐원숭이아과   |
|  |                    |

|  | 비단원숭이과   |
|  |                |
|  | 올빼미원숭이과 |
|  |                |

|  | 꼬리감는원숭이아과 |
|  |                    |
|  | 다람쥐원숭이아과   |
|  |                    |

|  | 비단원숭이과   |
|  |                |
|  | 올빼미원숭이과 |
|  |                |

|  | 고함원숭이아과 |
|  |                |
|  | 거미원숭이아과 |
|  |                |

|  | 꼬리감는원숭이아과 |
|  |                    |
|  | 다람쥐원숭이아과   |
|  |                    |

|  | 비단원숭이과   |
|  |                |
|  | 올빼미원숭이과 |
|  |                |

|  | 꼬리감는원숭이아과 |
|  |                    |
|  | 다람쥐원숭이아과   |
|  |                    |

|  | 비단원숭이과   |
|  |                |
|  | 올빼미원숭이과 |
|  |                |

|  | 티티원숭이아과 |
|  |                |
|  | 사키원숭이아과 |
|  |                |

|  | 고함원숭이아과 |
|  |                |
|  | 거미원숭이아과 |
|  |                |

|  | 꼬리감는원숭이아과 |
|  |                    |
|  | 다람쥐원숭이아과   |
|  |                    |

|  | 비단원숭이과   |
|  |                |
|  | 올빼미원숭이과 |
|  |                |

|  | 꼬리감는원숭이아과 |
|  |                    |
|  | 다람쥐원숭이아과   |
|  |                    |

|  | 비단원숭이과   |
|  |                |
|  | 올빼미원숭이과 |
|  |                |

|  | 고함원숭이아과 |
|  |                |
|  | 거미원숭이아과 |
|  |                |

|  | 꼬리감는원숭이아과 |
|  |                    |
|  | 다람쥐원숭이아과   |
|  |                    |

|  | 비단원숭이과   |
|  |                |
|  | 올빼미원숭이과 |
|  |                |

|  | 꼬리감는원숭이아과 |
|  |                    |
|  | 다람쥐원숭이아과   |
|  |                    |

|  | 비단원숭이과   |
|  |                |
|  | 올빼미원숭이과 |
|  |                |

## 갤러리

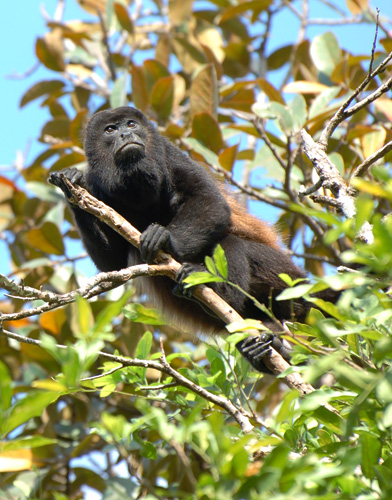
망토고함원숭이 숫컷 (코스타리카)
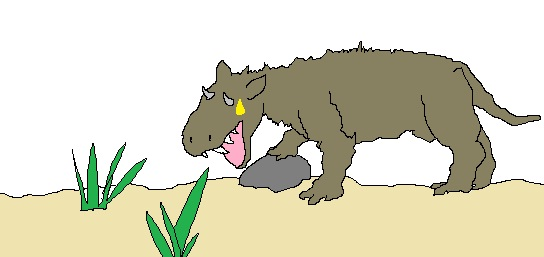
고함원숭이 (코스타리카)
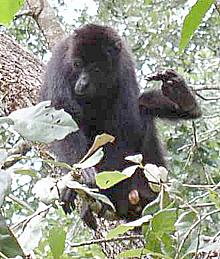
고함원숭이 (벨리즈)
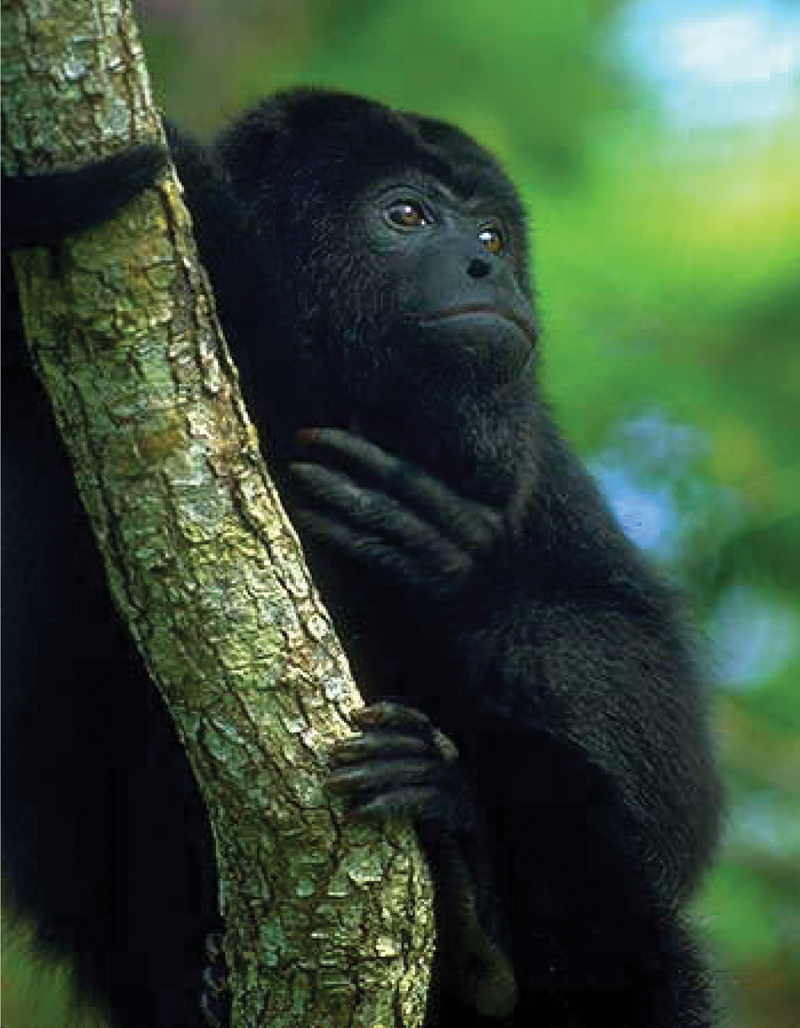